# Spillumstranda
Spillumstranda är en tidigare tätort i Namsos kommun i Trøndelag fylke i mellersta Norge. Orten ligger vid fylkesväg 17, på södra sidan av älven Namsens mynning i Namsenfjorden, mittemot staden Namsos.
2016 räknades orten som en egen tätort, för att därefter åter igen sedan 2017 räknas som en del av tätorten Spillum.
Tidigare har orten tillhört dåvarande Vemundviks kommun, därefter dåvarande Klinga kommun.